# Plica semilunare

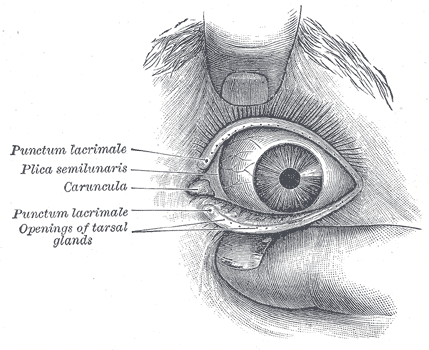
Occhio sinistro: la plica semilunare si trova indicata a sinistra (Anatomia del Gray)

La plica semilunare dell'occhio umano è un vestigio della membrana nittitante che in altri mammiferi, negli uccelli, nei rettili e negli anfibi è molto più sviluppata e può essere distesa sull'occhio, a palpebra aperta, svolgendo una funzione di protezione e lubrificazione. Anche i muscoli ad essa associata sono vestigiali.
Fra i primati, solo la specie Calabar arctocebus possiede la plica semilunare perfettamente funzionante come membrana nittitante.